# Celidomphax analiplaga
Celidomphax analiplaga là một loài bướm đêm trong họ Geometridae.